# Liste des monuments historiques protégés en 1969
Cet article recense les monuments historiques français classés ou inscrits en 1969.

## Protections
| Édifice                                                            | Commune                       | Département             | Région                     | Protection | Base Mérimée                         | Coordonnées                        | Image |
| ------------------------------------------------------------------ | ----------------------------- | ----------------------- | -------------------------- | ---------- | ------------------------------------ | ---------------------------------- | ----- |
| Église Saint-Pierre-et-Saint-Paul                                  | Francheleins                  | Ain                     | Auvergne-Rhône-Alpes       | inscrit    | « PA00116287 », notice no PA00116287 | 46° 04′ 35″ nord, 4° 47′ 40″ est   |       |
| Château de Mareste                                                 | Chavannes-sur-Reyssouze       | Ain                     | Auvergne-Rhône-Alpes       | inscrit    | « PA00116371 », notice no PA00116371 | 46° 25′ 49″ nord, 5° 00′ 45″ est   |       |
| Église Saint-Martin de Cleyzieu                                    | Cleyzieu                      | Ain                     | Auvergne-Rhône-Alpes       | inscrit    | « PA00116381 », notice no PA00116381 | 45° 54′ 30″ nord, 5° 25′ 42″ est   |       |
| Église Saint-Maurice                                               | Flaxieu                       | Ain                     | Auvergne-Rhône-Alpes       | inscrit    | « PA00116400 », notice no PA00116400 | 45° 48′ 33″ nord, 5° 44′ 01″ est   |       |
| Polissoir de Mézy-Moulins                                          | Mézy-Moulins                  | Aisne                   | Hauts-de-France            | classé     | « PA00115814 », notice no PA00115814 | 49° 03′ 27″ nord, 3° 31′ 48″ est   |       |
| Croix des Âges                                                     | Archignat                     | Allier                  | Auvergne-Rhône-Alpes       | classé     | « PA00092972 », notice no PA00092972 | 46° 22′ 37″ nord, 2° 25′ 09″ est   |       |
| Château de Saint-Augustin                                          | Château-sur-Allier            | Allier                  | Auvergne-Rhône-Alpes       | classé     | « PA00093049 », notice no PA00093049 | 46° 46′ 29″ nord, 2° 59′ 02″ est   |       |
| Église Saint-Martin                                                | Hyds                          | Allier                  | Auvergne-Rhône-Alpes       | inscrit    | « PA00093124 », notice no PA00093124 | 46° 17′ 03″ nord, 2° 49′ 48″ est   |       |
| Maison                                                             | Moulins                       | Allier                  | Auvergne-Rhône-Alpes       | classé     | « PA00093223 », notice no PA00093223 | 46° 33′ 58″ nord, 3° 20′ 08″ est   |       |
| Église Saint-Christophe                                            | Ronnet                        | Allier                  | Auvergne-Rhône-Alpes       | inscrit    | « PA00093260 », notice no PA00093260 | 46° 12′ 19″ nord, 2° 41′ 58″ est   |       |
| Abbaye Saint-Gilbert                                               | Saint-Didier-la-Forêt         | Allier                  | Auvergne-Rhône-Alpes       | classé     | « PA00093268 », notice no PA00093268 | 46° 15′ 02″ nord, 3° 19′ 56″ est   |       |
| Église Notre-Dame                                                  | Saint-Germain-des-Fossés      | Allier                  | Auvergne-Rhône-Alpes       | classé     | « PA00093275 », notice no PA00093275 | 46° 11′ 49″ nord, 3° 26′ 07″ est   |       |
| Château de Château-Arnoux-Saint-Auban                              | Château-Arnoux-Saint-Auban    | Alpes-de-Haute-Provence | Provence-Alpes-Côte d'Azur | classé     | « PA00080367 », notice no PA00080367 | 44° 05′ 36″ nord, 6° 00′ 32″ est   |       |
| Château de Montfort                                                | La Colle-sur-Loup             | Alpes-Maritimes         | Provence-Alpes-Côte d'Azur | inscrit    | « PA00080711 », notice no PA00080711 | 43° 40′ 44″ nord, 7° 06′ 35″ est   |       |
| Palais Carnoles                                                    | Menton                        | Alpes-Maritimes         | Provence-Alpes-Côte d'Azur | inscrit    | « PA00080767 », notice no PA00080767 | 43° 46′ 00″ nord, 7° 29′ 17″ est   |       |
| Maison de Pierre et Marie Durand                                   | Pranles                       | Ardèche                 | Auvergne-Rhône-Alpes       | classé     | « PA00116747 », notice no PA00116747 | 44° 47′ 04″ nord, 4° 35′ 10″ est   |       |
| Château de Vogüé                                                   | Vogüé                         | Ardèche                 | Auvergne-Rhône-Alpes       | inscrit    | « PA00116868 », notice no PA00116868 | 44° 33′ 04″ nord, 4° 24′ 50″ est   |       |
| Grotte du Portel                                                   | Loubens                       | Ariège                  | Occitanie                  | classé     | « PA00093811 », notice no PA00093811 | 43° 01′ 35″ nord, 1° 41′ 44″ est   |       |
| Ancienne église Saint-Pierre de Mérens                             | Mérens-les-Vals               | Ariège                  | Occitanie                  | classé     | « PA00093822 », notice no PA00093822 | 42° 39′ 21″ nord, 1° 50′ 37″ est   |       |
| Château                                                            | Pouy-sur-Vannes               | Aube                    | Grand Est                  | inscrit    | « PA00078190 », notice no PA00078190 | 48° 18′ 10″ nord, 3° 35′ 27″ est   |       |
| Château                                                            | Vanlay                        | Aube                    | Grand Est                  | inscrit    | « PA00078291 », notice no PA00078291 | 48° 01′ 27″ nord, 4° 00′ 42″ est   |       |
| Dolmen Lo Morrel dos Fados                                         | Pépieux                       | Aude                    | Occitanie                  | classé     | « PA00102854 », notice no PA00102854 | 43° 18′ 45″ nord, 2° 40′ 48″ est   |       |
| Vieux Pont                                                         | Fondamente                    | Aveyron                 | Occitanie                  | inscrit    | « PA00094029 », notice no PA00094029 | 43° 51′ 53″ nord, 3° 04′ 36″ est   |       |
| Grenier de l'hôpital                                               | Haguenau                      | Bas-Rhin                | Grand Est                  | inscrit    | « PA00084734 », notice no PA00084734 | 48° 49′ 08″ nord, 7° 47′ 13″ est   |       |
| Église simultanée Notre-Dame                                       | La Petite-Pierre              | Bas-Rhin                | Grand Est                  | classé     | « PA00084890 », notice no PA00084890 | 48° 51′ 25″ nord, 7° 18′ 56″ est   |       |
| Maison La Félicité                                                 | Aix-en-Provence               | Bouches-du-Rhône        | Provence-Alpes-Côte d'Azur | inscrit    | « PA00081072 », notice no PA00081072 | 43° 30′ 23″ nord, 5° 25′ 53″ est   |       |
| Monument de Joseph Sec                                             | Aix-en-Provence               | Bouches-du-Rhône        | Provence-Alpes-Côte d'Azur | classé     | « PA00081090 », notice no PA00081090 | 43° 31′ 59″ nord, 5° 26′ 46″ est   |       |
| Fort Saint-Nicolas                                                 | Marseille                     | Bouches-du-Rhône        | Provence-Alpes-Côte d'Azur | classé     | « PA00081345 », notice no PA00081345 | 43° 17′ 28″ nord, 5° 21′ 45″ est   |       |
| Château de Lion-sur-Mer                                            | Lion-sur-Mer                  | Calvados                | Normandie                  | classé     | « PA00111469 », notice no PA00111469 | 49° 18′ 09″ nord, 0° 19′ 57″ ouest |       |
| Manoir de Sainte-Croix-Grand-Tonne                                 | Sainte-Croix-Grand-Tonne      | Calvados                | Normandie                  | inscrit    | « PA00111663 », notice no PA00111663 | 49° 14′ 08″ nord, 0° 33′ 00″ ouest |       |
| Manoir du Grenier à sel (hôtel de l'Amirauté)                      | Touques                       | Calvados                | Normandie                  | inscrit    | « PA00111755 », notice no PA00111755 | 49° 20′ 32″ nord, 0° 06′ 07″ est   |       |
| Église Saint-Cirgues                                               | Andelat                       | Cantal                  | Auvergne-Rhône-Alpes       | classé     | « PA00093437 », notice no PA00093437 | 45° 03′ 37″ nord, 3° 03′ 43″ est   |       |
| Église Saint-Ferréol                                               | Antignac                      | Cantal                  | Auvergne-Rhône-Alpes       | inscrit    | « PA00093442 », notice no PA00093442 | 45° 20′ 22″ nord, 2° 33′ 56″ est   |       |
| Ancien cimetière                                                   | Carlat                        | Cantal                  | Auvergne-Rhône-Alpes       | inscrit    | « PA00093478 », notice no PA00093478 | 44° 53′ 18″ nord, 2° 33′ 50″ est   |       |
| Église Saint-Martin                                                | Chalvignac                    | Cantal                  | Auvergne-Rhône-Alpes       | inscrit    | « PA00093488 », notice no PA00093488 | 45° 14′ 28″ nord, 2° 14′ 45″ est   |       |
| Église Notre-Dame-de-l'Assomption                                  | La Chapelle-Laurent           | Cantal                  | Auvergne-Rhône-Alpes       | inscrit    | « PA00093491 », notice no PA00093491 | 45° 10′ 39″ nord, 3° 14′ 34″ est   |       |
| Château de Couffour                                                | Chaudes-Aigues                | Cantal                  | Auvergne-Rhône-Alpes       | inscrit    | « PA00093495 », notice no PA00093495 | 44° 50′ 39″ nord, 3° 00′ 07″ est   |       |
| Église Saint-Étienne                                               | Saint-Amandin                 | Cantal                  | Auvergne-Rhône-Alpes       | inscrit    | « PA00093594 », notice no PA00093594 | 45° 20′ 36″ nord, 2° 41′ 36″ est   |       |
| Tour de Saint-Simon                                                | Saint-Simon                   | Cantal                  | Auvergne-Rhône-Alpes       | inscrit    | « PA00093661 », notice no PA00093661 | 44° 57′ 45″ nord, 2° 29′ 26″ est   |       |
| Église Saint-Beauzire                                              | Trizac                        | Cantal                  | Auvergne-Rhône-Alpes       | classé     | « PA00093706 », notice no PA00093706 | 45° 15′ 13″ nord, 2° 32′ 16″ est   |       |
| Chapelle de la Commanderie                                         | Confolens                     | Charente                | Nouvelle-Aquitaine         | inscrit    | « PA00104326 », notice no PA00104326 | 46° 00′ 37″ nord, 0° 40′ 32″ est   |       |
| Église Saint-Vincent de Puymoyen                                   | Puymoyen                      | Charente                | Nouvelle-Aquitaine         | inscrit    | « PA00104462 », notice no PA00104462 | 45° 36′ 48″ nord, 0° 10′ 54″ est   |       |
| Logis de Fissac                                                    | Ruelle-sur-Touvre             | Charente                | Nouvelle-Aquitaine         | inscrit    | « PA00104479 », notice no PA00104479 | 45° 40′ 53″ nord, 0° 12′ 44″ est   |       |
| Église Saint-Médard de Verteuil-sur-Charente                       | Verteuil-sur-Charente         | Charente                | Nouvelle-Aquitaine         | inscrit    | « PA00104536 », notice no PA00104536 | 45° 58′ 45″ nord, 0° 13′ 54″ est   |       |
| Église Notre-Dame de Xambes                                        | Xambes                        | Charente                | Nouvelle-Aquitaine         | inscrit    | « PA00104550 », notice no PA00104550 | 45° 49′ 36″ nord, 0° 06′ 23″ est   |       |
| Château de Chaux                                                   | Chevanceaux                   | Charente-Maritime       | Nouvelle-Aquitaine         | inscrit    | « PA00104652 », notice no PA00104652 | 45° 16′ 53″ nord, 0° 12′ 46″ ouest |       |
| Église Saint-Pierre de Dampierre-sur-Boutonne                      | Dampierre-sur-Boutonne        | Charente-Maritime       | Nouvelle-Aquitaine         | classé     | « PA00104668 », notice no PA00104668 | 46° 03′ 58″ nord, 0° 24′ 47″ ouest |       |
| Château du Douhet                                                  | Le Douhet                     | Charente-Maritime       | Nouvelle-Aquitaine         | inscrit    | « PA00104672 », notice no PA00104672 | 45° 49′ 17″ nord, 0° 34′ 00″ ouest |       |
| Château de la Morinerie                                            | Écurat                        | Charente-Maritime       | Nouvelle-Aquitaine         | inscrit    | « PA00104679 », notice no PA00104679 | 45° 47′ 12″ nord, 0° 40′ 59″ ouest |       |
| Théâtre de la Coupe d'Or                                           | Rochefort                     | Charente-Maritime       | Nouvelle-Aquitaine         | inscrit    | « PA00104872 », notice no PA00104872 | 45° 56′ 16″ nord, 0° 57′ 39″ ouest |       |
| Collège Eugène Fromentin                                           | La Rochelle                   | Charente-Maritime       | Nouvelle-Aquitaine         | inscrit    | « PA00104896 », notice no PA00104896 | 46° 09′ 49″ nord, 1° 09′ 01″ ouest |       |
| Immeuble                                                           | Saint-Pierre-d'Oléron         | Charente-Maritime       | Nouvelle-Aquitaine         | inscrit    | « PA00105217 », notice no PA00105217 | 45° 56′ 38″ nord, 1° 18′ 20″ ouest |       |
| Castrum                                                            | Saintes                       | Charente-Maritime       | Nouvelle-Aquitaine         | classé     | « PA00105248 », notice no PA00105248 |                                    |       |
| Église Notre-Dame de Seigné                                        | Seigné                        | Charente-Maritime       | Nouvelle-Aquitaine         | classé     | « PA00105270 », notice no PA00105270 | 45° 57′ 07″ nord, 0° 12′ 42″ ouest |       |
| Église Saint-Hilaire de Villiers-Couture                           | Villiers-Couture              | Charente-Maritime       | Nouvelle-Aquitaine         | inscrit    | « PA00105302 », notice no PA00105302 | 45° 58′ 57″ nord, 0° 09′ 05″ ouest |       |
| Pont du Saillant                                                   | Allassac                      | Corrèze                 | Nouvelle-Aquitaine         | classé     | « PA00099647 », notice no PA00099647 | 45° 16′ 34″ nord, 1° 27′ 27″ est   |       |
| Église Saint-Côme-Saint-Damien d'Auriac                            | Auriac                        | Corrèze                 | Nouvelle-Aquitaine         | inscrit    | « PA00099662 », notice no PA00099662 | 45° 12′ 15″ nord, 2° 08′ 56″ est   |       |
| Château du Lieuteret                                               | Darnets                       | Corrèze                 | Nouvelle-Aquitaine         | inscrit    | « PA00099761 », notice no PA00099761 | 45° 25′ 34″ nord, 2° 07′ 39″ est   |       |
| Église Saint-Hippolyte de Montaignac-Saint-Hippolyte               | Montaignac-Saint-Hippolyte    | Corrèze                 | Nouvelle-Aquitaine         | inscrit    | « PA00099810 », notice no PA00099810 | 45° 21′ 19″ nord, 2° 00′ 39″ est   |       |
| Église Saint-Maur de La Roche-Canillac                             | La Roche-Canillac             | Corrèze                 | Nouvelle-Aquitaine         | inscrit    | « PA00099835 », notice no PA00099835 | 45° 11′ 45″ nord, 1° 58′ 16″ est   |       |
| Église Saint-Amant de Saint-Chamant                                | Saint-Chamant                 | Corrèze                 | Nouvelle-Aquitaine         | inscrit    | « PA00099847 », notice no PA00099847 | 45° 07′ 34″ nord, 1° 53′ 51″ est   |       |
| Château de Bity                                                    | Sarran                        | Corrèze                 | Nouvelle-Aquitaine         | classé     | « PA00099885 », notice no PA00099885 | 45° 25′ 01″ nord, 1° 55′ 16″ est   |       |
| Maison                                                             | Ségur-le-Château              | Corrèze                 | Nouvelle-Aquitaine         | classé     | « PA00099893 », notice no PA00099893 | 45° 25′ 45″ nord, 1° 18′ 15″ est   |       |
| Vieux pont de Vigeois sur la Vézère                                | Vigeois                       | Corrèze                 | Nouvelle-Aquitaine         | classé     | « PA00099956 », notice no PA00099956 | 45° 22′ 57″ nord, 1° 30′ 47″ est   |       |
| Pont du Saillant                                                   | Voutezac                      | Corrèze                 | Nouvelle-Aquitaine         | classé     | « PA00099961 », notice no PA00099961 | 45° 16′ 34″ nord, 1° 27′ 27″ est   |       |
| Menhir de Goresto                                                  | Canihuel                      | Côtes-d'Armor           | Bretagne                   | inscrit    | « PA00089053 », notice no PA00089053 | 48° 21′ 29″ nord, 3° 03′ 52″ ouest |       |
| Menhir de Bodquelen                                                | Canihuel                      | Côtes-d'Armor           | Bretagne                   | inscrit    | « PA00089052 », notice no PA00089052 | 48° 21′ 37″ nord, 3° 03′ 14″ ouest |       |
| Vestiges de l'ancien château de Crénan                             | Le Fœil                       | Côtes-d'Armor           | Bretagne                   | classé     | « PA00089151 », notice no PA00089151 | 48° 25′ 15″ nord, 2° 53′ 30″ ouest |       |
| Menhir de Menou-Glas                                               | Landebaëron                   | Côtes-d'Armor           | Bretagne                   | inscrit    | « PA00089240 », notice no PA00089240 | 48° 38′ 15″ nord, 3° 12′ 15″ ouest |       |
| Dolmen de Roc'h Du                                                 | Maël-Pestivien                | Côtes-d'Armor           | Bretagne                   | classé     | « PA00089319 », notice no PA00089319 | 48° 22′ 35″ nord, 3° 17′ 20″ ouest |       |
| Dolmen de Roc'h Du                                                 | Maël-Pestivien                | Côtes-d'Armor           | Bretagne                   | classé     | « PA00089321 », notice no PA00089321 | 48° 22′ 35″ nord, 3° 17′ 20″ ouest |       |
| Hôtel de Clézieux                                                  | Moncontour                    | Côtes-d'Armor           | Bretagne                   | inscrit    | « PA00089335 », notice no PA00089335 | 48° 21′ 41″ nord, 2° 38′ 00″ ouest |       |
| Ancien hôtel Veillet-Dufrêche                                      | Moncontour                    | Côtes-d'Armor           | Bretagne                   | inscrit    | « PA00089337 », notice no PA00089337 | 48° 21′ 25″ nord, 2° 38′ 04″ ouest |       |
| Chapelle Notre-Dame de Kergrist                                    | Paimpol                       | Côtes-d'Armor           | Bretagne                   | inscrit    | « PA00089352 », notice no PA00089352 | 48° 46′ 45″ nord, 3° 05′ 32″ ouest |       |
| Château de la Roche-Jagu et ses dépendances                        | Ploëzal                       | Côtes-d'Armor           | Bretagne                   | classé     | « PA00089447 », notice no PA00089447 | 48° 44′ 00″ nord, 3° 09′ 05″ ouest |       |
| Tumulus de Colleredo                                               | Saint-Gilles-Pligeaux         | Côtes-d'Armor           | Bretagne                   | inscrit    | « PA00089627 », notice no PA00089627 | 48° 21′ 57″ nord, 3° 06′ 16″ ouest |       |
| Chapelle de La Bruyère                                             | Saint-Launeuc                 | Côtes-d'Armor           | Bretagne                   | inscrit    | « PA00089639 », notice no PA00089639 | 48° 14′ 40″ nord, 2° 20′ 20″ ouest |       |
| Menhir de Botudo                                                   | Le Vieux-Bourg                | Côtes-d'Armor           | Bretagne                   | inscrit    | « PA00089742 », notice no PA00089742 | 48° 24′ 12″ nord, 3° 00′ 50″ ouest |       |
| Église Saint-Symphorien de Bussière-Dunoise                        | Bussière-Dunoise              | Creuse                  | Nouvelle-Aquitaine         | inscrit    | « PA00100025 », notice no PA00100025 | 46° 15′ 30″ nord, 1° 45′ 47″ est   |       |
| Église Saint-Pierre-ès-Liens de Châtelus-Malvaleix                 | Châtelus-Malvaleix            | Creuse                  | Nouvelle-Aquitaine         | inscrit    | « PA00100043 », notice no PA00100043 | 46° 18′ 23″ nord, 2° 01′ 27″ est   |       |
| Église Saint-Martial de Clugnat                                    | Clugnat                       | Creuse                  | Nouvelle-Aquitaine         | inscrit    | « PA00100048 », notice no PA00100048 | 46° 18′ 28″ nord, 2° 07′ 07″ est   |       |
| Église Saint-Denis de Fransèches                                   | Fransèches                    | Creuse                  | Nouvelle-Aquitaine         | inscrit    | « PA00100074 », notice no PA00100074 | 46° 01′ 05″ nord, 2° 02′ 59″ est   |       |
| Église de l'Invention-des-Reliques-de-Saint-Étienne de Pigerolles  | Gentioux-Pigerolles           | Creuse                  | Nouvelle-Aquitaine         | inscrit    | « PA00100079 », notice no PA00100079 | 45° 46′ 45″ nord, 2° 04′ 01″ est   |       |
| Église Saint-Nicolas des Forges                                    | Gouzon                        | Creuse                  | Nouvelle-Aquitaine         | classé     | « PA00100084 », notice no PA00100084 | 46° 11′ 31″ nord, 2° 14′ 23″ est   |       |
| Église Saint-Martial de Lioux-les-Monges                           | Lioux-les-Monges              | Creuse                  | Nouvelle-Aquitaine         | inscrit    | « PA00100099 », notice no PA00100099 | 45° 57′ 06″ nord, 2° 27′ 22″ est   |       |
| Église Saint-Jean de Maison-Feyne                                  | Maison-Feyne                  | Creuse                  | Nouvelle-Aquitaine         | classé     | « PA00100104 », notice no PA00100104 | 46° 20′ 31″ nord, 1° 40′ 15″ est   |       |
| Église Saint-Pierre de Roches                                      | Roches                        | Creuse                  | Nouvelle-Aquitaine         | inscrit    | « PA00100141 », notice no PA00100141 | 46° 16′ 58″ nord, 1° 59′ 58″ est   |       |
| Église Saint-Martial de Saint-Martial-le-Mont                      | Saint-Martial-le-Mont         | Creuse                  | Nouvelle-Aquitaine         | inscrit    | « PA00100173 », notice no PA00100173 | 46° 03′ 02″ nord, 2° 05′ 38″ est   |       |
| Église Saint-Maurice de Saint-Maurice-la-Souterraine               | Saint-Maurice-la-Souterraine  | Creuse                  | Nouvelle-Aquitaine         | inscrit    | « PA00100177 », notice no PA00100177 | 46° 12′ 52″ nord, 1° 25′ 53″ est   |       |
| Église Saint-Médard de Saint-Médard-la-Rochette                    | Saint-Médard-la-Rochette      | Creuse                  | Nouvelle-Aquitaine         | inscrit    | « PA00100178 », notice no PA00100178 | 46° 02′ 41″ nord, 2° 08′ 37″ est   |       |
| Château de La Taillée                                              | Échiré                        | Deux-Sèvres             | Nouvelle-Aquitaine         | inscrit    | « PA00101228 », notice no PA00101228 | 46° 23′ 42″ nord, 0° 24′ 42″ ouest |       |
| Château de la Villedieu-de-Comblé                                  | Sainte-Eanne                  | Deux-Sèvres             | Nouvelle-Aquitaine         | inscrit    | « PA00101329 », notice no PA00101329 | 46° 22′ 33″ nord, 0° 07′ 26″ ouest |       |
| Château Saulnier                                                   | Saint-Front-la-Rivière        | Dordogne                | Nouvelle-Aquitaine         | inscrit    | « PA00082834 », notice no PA00082834 | 45° 28′ 16″ nord, 0° 43′ 32″ est   |       |
| Château de Salignac                                                | Salignac-Eyvigues             | Dordogne                | Nouvelle-Aquitaine         | inscrit    | « PA00082912 », notice no PA00082912 | 44° 58′ 29″ nord, 1° 19′ 36″ est   |       |
| Ruines du château de Temniac                                       | Sarlat-la-Canéda              | Dordogne                | Nouvelle-Aquitaine         | classé     | « PA00082923 », notice no PA00082923 | 44° 54′ 41″ nord, 1° 12′ 52″ est   |       |
| Manoir de Gisson                                                   | Sarlat-la-Canéda              | Dordogne                | Nouvelle-Aquitaine         | classé     | « PA00082937 », notice no PA00082937 | 44° 53′ 25″ nord, 1° 13′ 00″ est   |       |
| Manoir de Grézignac                                                | Sarliac-sur-l'Isle            | Dordogne                | Nouvelle-Aquitaine         | inscrit    | « PA00082990 », notice no PA00082990 | 45° 13′ 56″ nord, 0° 52′ 07″ est   |       |
| Château de Fayolle                                                 | Tocane-Saint-Apre             | Dordogne                | Nouvelle-Aquitaine         | inscrit    | « PA00083021 », notice no PA00083021 | 45° 13′ 45″ nord, 0° 29′ 59″ est   |       |
| Église Saint-Georges du Bizot                                      | Le Bizot                      | Doubs                   | Bourgogne-Franche-Comté    | classé     | « PA00101616 », notice no PA00101616 | 47° 08′ 07″ nord, 6° 40′ 17″ est   |       |
| Porte fortifiée de Beaumont-lès-Valence                            | Beaumont-lès-Valence          | Drôme                   | Auvergne-Rhône-Alpes       | inscrit    | « PA00116894 », notice no PA00116894 | 44° 51′ 38″ nord, 4° 56′ 29″ est   |       |
| Palais idéal du facteur Cheval                                     | Hauterives                    | Drôme                   | Auvergne-Rhône-Alpes       | classé     | « PA00116966 », notice no PA00116966 | 45° 15′ 23″ nord, 5° 01′ 43″ est   |       |
| Immeuble du 15 rue Saint-Pierre à Dourdan                          | Dourdan                       | Essonne                 | Île-de-France              | inscrit    | « PA00087886 », notice no PA00087886 | 48° 31′ 44″ nord, 2° 00′ 50″ est   |       |
| Château de Gillevoisin                                             | Janville-sur-Juine            | Essonne                 | Île-de-France              | inscrit    | « PA00087924 », notice no PA00087924 | 48° 30′ 41″ nord, 2° 14′ 15″ est   |       |
| Maison à tourelles                                                 | Milly-la-Forêt                | Essonne                 | Île-de-France              | inscrit    | « PA00087960 », notice no PA00087960 | 48° 24′ 09″ nord, 2° 27′ 55″ est   |       |
| Croix Rouge de Mondeville                                          | Mondeville                    | Essonne                 | Île-de-France              | classé     | « PA00087965 », notice no PA00087965 | 48° 29′ 23″ nord, 2° 25′ 03″ est   |       |
| Église Saint-Martin de La Roquette                                 | La Roquette                   | Eure                    | Normandie                  | classé     | « PA00099535 », notice no PA00099535 | 49° 15′ 04″ nord, 1° 20′ 46″ est   |       |
| Pavillon de chasse de la forêt de Dreux                            | Abondant                      | Eure-et-Loir            | Centre-Val de Loire        | classé     | « PA00096951 », notice no PA00096951 | 48° 48′ 21″ nord, 1° 24′ 24″ est   |       |
| Moulin du Mesnil-sur-Opton                                         | Boutigny-Prouais              | Eure-et-Loir            | Centre-Val de Loire        | inscrit    | « PA00096982 », notice no PA00096982 | 48° 45′ 06″ nord, 1° 36′ 30″ est   |       |
| Château de Vauventriers                                            | Champhol                      | Eure-et-Loir            | Centre-Val de Loire        | inscrit    | « PA00096988 », notice no PA00096988 | 48° 27′ 58″ nord, 1° 31′ 03″ est   |       |
| Château de Blanville                                               | Saint-Luperce                 | Eure-et-Loir            | Centre-Val de Loire        | inscrit    | « PA00097200 », notice no PA00097200 | 48° 25′ 52″ nord, 1° 17′ 44″ est   |       |
| Menhir de Poulquer                                                 | Bénodet                       | Finistère               | Bretagne                   | inscrit    | « PA00089832 », notice no PA00089832 | 47° 52′ 08″ nord, 4° 05′ 46″ ouest |       |
| Croix de Saint-Ener                                                | Botsorhel                     | Finistère               | Bretagne                   | inscrit    | « PA00089840 », notice no PA00089840 | 48° 30′ 24″ nord, 3° 36′ 19″ ouest |       |
| Calvaire de Kerjean                                                | Cléder                        | Finistère               | Bretagne                   | classé     | « PA00089872 », notice no PA00089872 | 48° 38′ 41″ nord, 4° 09′ 15″ ouest |       |
| Cairn de Keringard ou Bara hir                                     | Elliant                       | Finistère               | Bretagne                   | classé     | « PA00089917 », notice no PA00089917 | 47° 59′ 53″ nord, 3° 57′ 19″ ouest |       |
| Menhir de Cosquer Ven ou Hiquem Mam Coz                            | Elliant                       | Finistère               | Bretagne                   | inscrit    | « PA00089919 », notice no PA00089919 | 48° 00′ 35″ nord, 3° 56′ 48″ ouest |       |
| Menhir de Saint-Gonvarc'h                                          | Landunvez                     | Finistère               | Bretagne                   | classé     | « PA00090053 », notice no PA00090053 | 48° 31′ 04″ nord, 4° 43′ 34″ ouest |       |
| Croix de Saint-Fiacre                                              | Lanmeur                       | Finistère               | Bretagne                   | inscrit    | « PA00090057 », notice no PA00090057 | 48° 39′ 59″ nord, 3° 44′ 04″ ouest |       |
| Église Saint-Ouen de Quéménéven                                    | Quéménéven                    | Finistère               | Bretagne                   | inscrit    | « PA00090320 », notice no PA00090320 | 48° 06′ 55″ nord, 4° 07′ 14″ ouest |       |
| Prieuré de Locmaria                                                | Quimper                       | Finistère               | Bretagne                   | inscrit    | « PA00090376 », notice no PA00090376 | 47° 59′ 18″ nord, 4° 06′ 43″ ouest |       |
| Maison                                                             | Quimper                       | Finistère               | Bretagne                   | inscrit    | « PA00090361 », notice no PA00090361 | 47° 59′ 45″ nord, 4° 06′ 11″ ouest |       |
| Manoir de Toulgoat (ou Toulgoët)                                   | Quimper                       | Finistère               | Bretagne                   | inscrit    | « PA00090336 », notice no PA00090336 | 48° 00′ 30″ nord, 4° 09′ 02″ ouest |       |
| Kroaz Téo                                                          | Saint-Servais                 | Finistère               | Bretagne                   | classé     | « PA00090439 », notice no PA00090439 | 48° 31′ 12″ nord, 4° 10′ 34″ ouest |       |
| Manoir de Kerlan                                                   | Sibiril                       | Finistère               | Bretagne                   | inscrit    | « PA00090448 », notice no PA00090448 | 48° 40′ 20″ nord, 4° 03′ 35″ ouest |       |
| Cité antique de Mariana                                            | Lucciana                      | Haute-Corse             | Corse                      | classé     | « PA00099208 », notice no PA00099208 | 42° 32′ 21″ nord, 9° 29′ 44″ est   |       |
| Château d'Espanès                                                  | Espanès                       | Haute-Garonne           | Occitanie                  | inscrit    | « PA00094328 », notice no PA00094328 | 43° 27′ 11″ nord, 1° 29′ 19″ est   |       |
| Chapelle Saint-Roch de Montbonnet                                  | Bains                         | Haute-Loire             | Auvergne-Rhône-Alpes       | classé     | « PA00092590 », notice no PA00092590 | 44° 59′ 09″ nord, 3° 44′ 56″ est   |       |
| Église Saint-Hilaire de Beaumont                                   | Beaumont                      | Haute-Loire             | Auvergne-Rhône-Alpes       | inscrit    | « PA00092598 », notice no PA00092598 | 45° 18′ 45″ nord, 3° 20′ 33″ est   |       |
| Église Notre-Dame-de-l'Assomption de Chanaleilles                  | Chanaleilles                  | Haute-Loire             | Auvergne-Rhône-Alpes       | inscrit    | « PA00092642 », notice no PA00092642 | 44° 51′ 42″ nord, 3° 29′ 16″ est   |       |
| Église Saint-Julien de Saint-Quentin-Chaspinhac                    | Chaspinhac                    | Haute-Loire             | Auvergne-Rhône-Alpes       | classé     | « PA00092646 », notice no PA00092646 | 45° 05′ 11″ nord, 3° 56′ 48″ est   |       |
| Église Saint-Caprais de Craponne-sur-Arzon                         | Craponne-sur-Arzon            | Haute-Loire             | Auvergne-Rhône-Alpes       | inscrit    | « PA00092659 », notice no PA00092659 | 45° 19′ 48″ nord, 3° 50′ 46″ est   |       |
| Église Notre-Dame-de-l'Assomption de Croisances                    | Croisances                    | Haute-Loire             | Auvergne-Rhône-Alpes       | inscrit    | « PA00092660 », notice no PA00092660 | 44° 53′ 54″ nord, 3° 36′ 48″ est   |       |
| Église Saint-Nicolas de Freycenet-la-Tour                          | Freycenet-la-Tour             | Haute-Loire             | Auvergne-Rhône-Alpes       | inscrit    | « PA00092671 », notice no PA00092671 | 44° 56′ 17″ nord, 4° 03′ 40″ est   |       |
| Église de la Nativité-de-la-Sainte-Vierge de Malvières             | Malvières                     | Haute-Loire             | Auvergne-Rhône-Alpes       | classé     | « PA00092700 », notice no PA00092700 | 45° 20′ 14″ nord, 3° 43′ 58″ est   |       |
| Immeuble                                                           | Le Puy-en-Velay               | Haute-Loire             | Auvergne-Rhône-Alpes       | classé     | « PA00092779 », notice no PA00092779 | 45° 02′ 25″ nord, 3° 52′ 55″ est   |       |
| Église Saint-Paul de Saint-Pal-de-Senouire                         | Saint-Pal-de-Senouire         | Haute-Loire             | Auvergne-Rhône-Alpes       | inscrit    | « PA00092868 », notice no PA00092868 | 45° 15′ 33″ nord, 3° 39′ 05″ est   |       |
| Église Sainte-Anne de Séneujols                                    | Séneujols                     | Haute-Loire             | Auvergne-Rhône-Alpes       | inscrit    | « PA00092898 », notice no PA00092898 | 44° 57′ 34″ nord, 3° 46′ 57″ est   |       |
| Église Saint-Mary de Vézézoux                                      | Vézézoux                      | Haute-Loire             | Auvergne-Rhône-Alpes       | inscrit    | « PA00092915 », notice no PA00092915 | 45° 24′ 12″ nord, 3° 20′ 48″ est   |       |
| Château d'Eurville                                                 | Eurville-Bienville            | Haute-Marne             | Grand Est                  | inscrit    | « PA00079057 », notice no PA00079057 | 48° 35′ 01″ nord, 5° 02′ 21″ est   |       |
| Maison des hôtes                                                   | Faverney                      | Haute-Saône             | Bourgogne-Franche-Comté    | inscrit    | « PA00102160 », notice no PA00102160 | 47° 46′ 03″ nord, 6° 06′ 17″ est   |       |
| Pont de la Pierre                                                  | Bellac                        | Haute-Vienne            | Nouvelle-Aquitaine         | inscrit    | « PA00100243 », notice no PA00100243 | 46° 06′ 59″ nord, 1° 02′ 59″ est   |       |
| Pont sur la Briance                                                | Solignac                      | Haute-Vienne            | Nouvelle-Aquitaine         | inscrit    | « PA00100504 », notice no PA00100504 | 45° 45′ 13″ nord, 1° 16′ 22″ est   |       |
| Château de Thouron                                                 | Thouron                       | Haute-Vienne            | Nouvelle-Aquitaine         | inscrit    | « PA00100506 », notice no PA00100506 | 45° 59′ 50″ nord, 1° 13′ 08″ est   |       |
| Château de Tallard                                                 | Tallard                       | Hautes-Alpes            | Provence-Alpes-Côte d'Azur | classé     | « PA00080628 », notice no PA00080628 | 44° 27′ 36″ nord, 6° 03′ 22″ est   |       |
| Tumulus de la Croix-La Botte                                       | Tilhouse                      | Hautes-Pyrénées         | Occitanie                  | inscrit    | « PA00095434 », notice no PA00095434 | 43° 05′ 06″ nord, 0° 20′ 30″ est   |       |
| Église Saint-Médard                                                | Clichy                        | Hauts-de-Seine          | Île-de-France              | inscrit    | « PA00088097 », notice no PA00088097 | 48° 54′ 14″ nord, 2° 18′ 13″ est   |       |
| Château de la Glestière                                            | Pacé                          | Ille-et-Vilaine         | Bretagne                   | inscrit    | « PA00090647 », notice no PA00090647 | 48° 07′ 35″ nord, 1° 45′ 56″ ouest |       |
| Passage des Carmélites                                             | Rennes                        | Ille-et-Vilaine         | Bretagne                   | inscrit    | « PA00090704 », notice no PA00090704 | 48° 06′ 54″ nord, 1° 40′ 45″ ouest |       |
| Château du Plessis-Bertrand                                        | Saint-Coulomb                 | Ille-et-Vilaine         | Bretagne                   | inscrit    | « PA00090772 », notice no PA00090772 | 48° 39′ 51″ nord, 1° 54′ 06″ ouest |       |
| Château de Lys-Saint-Georges                                       | Lys-Saint-Georges             | Indre                   | Centre-Val de Loire        | inscrit    | « PA00097388 », notice no PA00097388 | 46° 38′ 29″ nord, 1° 49′ 24″ est   |       |
| Presbytère de Céré-la-Ronde                                        | Céré-la-Ronde                 | Indre-et-Loire          | Centre-Val de Loire        | classé     | « PA00097622 », notice no PA00097622 | 47° 15′ 35″ nord, 1° 11′ 30″ est   |       |
| Château de Verna                                                   | Vernas                        | Isère                   | Auvergne-Rhône-Alpes       | inscrit    | « PA00117312 », notice no PA00117312 | 45° 46′ 13″ nord, 5° 16′ 05″ est   |       |
| Hôtel de Broissia                                                  | Arbois                        | Jura                    | Bourgogne-Franche-Comté    | inscrit    | « PA00101802 », notice no PA00101802 | 46° 54′ 15″ nord, 5° 46′ 19″ est   |       |
| Abbaye d'Arthous                                                   | Hastingues                    | Landes                  | Nouvelle-Aquitaine         | classé     | « PA00083954 », notice no PA00083954 | 43° 31′ 38″ nord, 1° 07′ 18″ ouest |       |
| Église Notre-Dame de Magescq                                       | Magescq                       | Landes                  | Nouvelle-Aquitaine         | inscrit    | « PA00083968 », notice no PA00083968 | 43° 46′ 52″ nord, 1° 12′ 58″ ouest |       |
| Église Saint-Jean-Baptiste de Mézos                                | Mézos                         | Landes                  | Nouvelle-Aquitaine         | inscrit    | « PA00083971 », notice no PA00083971 | 44° 04′ 35″ nord, 1° 10′ 03″ ouest |       |
| Église Saint-Georges de Saint-Geours-de-Maremne                    | Saint-Geours-de-Maremne       | Landes                  | Nouvelle-Aquitaine         | inscrit    | « PA00084004 », notice no PA00084004 | 43° 41′ 16″ nord, 1° 13′ 44″ ouest |       |
| Église Saint-Jean-Baptiste de Saint-Jean-de-Marsacq                | Saint-Jean-de-Marsacq         | Landes                  | Nouvelle-Aquitaine         | inscrit    | « PA00084005 », notice no PA00084005 | 43° 37′ 27″ nord, 1° 15′ 28″ ouest |       |
| Église Saint-Martin de Saint-Martin-de-Hinx                        | Saint-Martin-de-Hinx          | Landes                  | Nouvelle-Aquitaine         | classé     | « PA00084008 », notice no PA00084008 | 43° 34′ 58″ nord, 1° 15′ 54″ ouest |       |
| Église Saint-Pierre de Saint-Pierre-du-Mont                        | Saint-Pierre-du-Mont          | Landes                  | Nouvelle-Aquitaine         | classé     | « PA00084011 », notice no PA00084011 | 43° 52′ 58″ nord, 0° 31′ 12″ ouest |       |
| Prieuré Saint-Martin de Lancé                                      | Lancé                         | Loir-et-Cher            | Centre-Val de Loire        | inscrit    | « PA00098457 », notice no PA00098457 | 47° 41′ 33″ nord, 1° 03′ 57″ est   |       |
| Château de Rochambeau                                              | Thoré-la-Rochette             | Loir-et-Cher            | Centre-Val de Loire        | inscrit    | « PA00098620 », notice no PA00098620 | 47° 47′ 47″ nord, 0° 58′ 55″ est   |       |
| Domaine de la Garenne Lemot                                        | Gétigné                       | Loire-Atlantique        | Pays de la Loire           | inscrit    | « PA00108615 », notice no PA00108615 | 47° 05′ 06″ nord, 1° 16′ 33″ ouest |       |
| Chapelle Notre-Dame de Bongarant                                   | Sautron                       | Loire-Atlantique        | Pays de la Loire           | inscrit    | « PA00108825 », notice no PA00108825 | 47° 16′ 41″ nord, 1° 41′ 48″ ouest |       |
| Château de Bellegarde                                              | Bellegarde                    | Loiret                  | Centre-Val de Loire        | inscrit    | « PA00098709 », notice no PA00098709 | 47° 59′ 13″ nord, 2° 26′ 30″ est   |       |
| Calvaire de Chapelon                                               | Chapelon                      | Loiret                  | Centre-Val de Loire        | inscrit    | « PA00098733 », notice no PA00098733 | 48° 02′ 14″ nord, 2° 34′ 41″ est   |       |
| Château de Denainvilliers                                          | Dadonville                    | Loiret                  | Centre-Val de Loire        | inscrit    | « PA00098761 », notice no PA00098761 | 48° 09′ 01″ nord, 2° 14′ 29″ est   |       |
| Château de Pomarède                                                | Moncrabeau                    | Lot-et-Garonne          | Nouvelle-Aquitaine         | inscrit    | « PA00084174 », notice no PA00084174 | 44° 04′ 28″ nord, 0° 22′ 00″ est   |       |
| Allée couverte de Pompiey                                          | Pompiey                       | Lot-et-Garonne          | Nouvelle-Aquitaine         | classé     | « PA00084205 », notice no PA00084205 | 44° 11′ 32″ nord, 0° 14′ 08″ est   |       |
| Temple protestant d'Angers                                         | Angers                        | Maine-et-Loire          | Pays de la Loire           | inscrit    | « PA00108870 », notice no PA00108870 | 47° 28′ 09″ nord, 0° 33′ 17″ ouest |       |
| Couvent des religieuses hospitalières de Saint-Joseph-de-la-Flèche | Beaufort-en-Anjou             | Maine-et-Loire          | Pays de la Loire           | classé     | « PA00108961 », notice no PA00108961 | 47° 26′ 25″ nord, 0° 13′ 22″ ouest |       |
| Prieuré de la Colombe                                              | Brissac Loire Aubance         | Maine-et-Loire          | Pays de la Loire           | inscrit    | « PA00108996 », notice no PA00108996 | 47° 21′ 26″ nord, 0° 26′ 59″ ouest |       |
| Église Saint-Pierre de Chemillé                                    | Chemillé-en-Anjou             | Maine-et-Loire          | Pays de la Loire           | classé     | « PA00132975 », notice no PA00132975 | 47° 12′ 37″ nord, 0° 43′ 38″ ouest |       |
| Tour du Grenier à sel                                              | Cholet                        | Maine-et-Loire          | Pays de la Loire           | inscrit    | « PA00109054 », notice no PA00109054 | 47° 03′ 38″ nord, 0° 52′ 51″ ouest |       |
| Caves des Mousseaux                                                | Dénezé-sous-Doué              | Maine-et-Loire          | Pays de la Loire           | inscrit    | « PA00109077 », notice no PA00109077 | 47° 14′ 50″ nord, 0° 16′ 37″ ouest |       |
| Église Saint-Martin d'Échemiré                                     | Baugé-en-Anjou                | Maine-et-Loire          | Pays de la Loire           | classé     | « PA00109094 », notice no PA00109094 | 47° 33′ 04″ nord, 0° 10′ 10″ ouest |       |
| Château de Beuzon                                                  | Écouflant                     | Maine-et-Loire          | Pays de la Loire           | inscrit    | « PA00109096 », notice no PA00109096 | 47° 30′ 22″ nord, 0° 30′ 48″ ouest |       |
| Église Saint-Étienne de Fougeré                                    | Baugé-en-Anjou                | Maine-et-Loire          | Pays de la Loire           | classé     | « PA00109115 », notice no PA00109115 | 47° 37′ 39″ nord, 0° 08′ 58″ ouest |       |
| Église Saint-Martin de Genneteil                                   | Noyant-Villages               | Maine-et-Loire          | Pays de la Loire           | classé     | « PA00109128 », notice no PA00109128 | 47° 35′ 32″ nord, 0° 02′ 58″ est   |       |
| Château du Plessis-Greffier                                        | Huillé-Lézigné                | Maine-et-Loire          | Pays de la Loire           | inscrit    | « PA00109135 », notice no PA00109135 | 47° 39′ 16″ nord, 0° 17′ 17″ ouest |       |
| Commanderie de Saulgé                                              | Brissac Loire Aubance         | Maine-et-Loire          | Pays de la Loire           | classé     | « PA00109165 », notice no PA00109165 | 47° 17′ 43″ nord, 0° 23′ 07″ ouest |       |
| Chapelle des Anges                                                 | Mauges-sur-Loire              | Maine-et-Loire          | Pays de la Loire           | inscrit    | « PA00109184 », notice no PA00109184 | 47° 21′ 55″ nord, 0° 55′ 54″ ouest |       |
| Château Le Lavouër                                                 | Chemillé-en-Anjou             | Maine-et-Loire          | Pays de la Loire           | inscrit    | « PA00109224 », notice no PA00109224 | 47° 16′ 22″ nord, 0° 48′ 52″ ouest |       |
| Hôtel du Belvédère                                                 | Saumur                        | Maine-et-Loire          | Pays de la Loire           | inscrit    | « PA00109324 », notice no PA00109324 | 47° 15′ 35″ nord, 0° 04′ 27″ ouest |       |
| Fortifications                                                     | Saumur                        | Maine-et-Loire          | Pays de la Loire           | classé     | « PA00109323 », notice no PA00109323 | 47° 15′ 28″ nord, 0° 04′ 41″ ouest |       |
| Hôtel du Commandement                                              | Saumur                        | Maine-et-Loire          | Pays de la Loire           | inscrit    | « PA00109326 », notice no PA00109326 | 47° 15′ 33″ nord, 0° 04′ 24″ ouest |       |
| Tour Grénetière                                                    | Saumur                        | Maine-et-Loire          | Pays de la Loire           | classé     | « PA00109344 », notice no PA00109344 | 47° 15′ 25″ nord, 0° 04′ 42″ ouest |       |
| Église Saint-Hilaire-des-Grottes                                   | Saumur                        | Maine-et-Loire          | Pays de la Loire           | classé     | « PA00109319 », notice no PA00109319 | 47° 16′ 28″ nord, 0° 06′ 35″ ouest |       |
| Église de la Visitation                                            | Saumur                        | Maine-et-Loire          | Pays de la Loire           | inscrit    | « PA00109322 », notice no PA00109322 | 47° 15′ 46″ nord, 0° 04′ 20″ ouest |       |
| Église Saint-Martin                                                | Thorigné-d'Anjou              | Maine-et-Loire          | Pays de la Loire           | inscrit    | « PA00109370 », notice no PA00109370 | 47° 38′ 18″ nord, 0° 39′ 48″ ouest |       |
| Église Saint-Vincent                                               | Vernoil-le-Fourrier           | Maine-et-Loire          | Pays de la Loire           | inscrit    | « PA00109401 », notice no PA00109401 | 47° 23′ 13″ nord, 0° 04′ 43″ est   |       |
| Château de l'Angotière                                             | Domjean                       | Manche                  | Normandie                  | classé     | « PA00110391 », notice no PA00110391 | 49° 00′ 00″ nord, 1° 03′ 25″ ouest |       |
| Église de la Trinité                                               | Château-Gontier               | Mayenne                 | Pays de la Loire           | classé     | « PA00109485 », notice no PA00109485 | 47° 49′ 42″ nord, 0° 41′ 52″ ouest |       |
| Église de Saint-Martin-de-Connée                                   | Saint-Martin-de-Connée        | Mayenne                 | Pays de la Loire           | classé     | « PA00109604 », notice no PA00109604 | 48° 12′ 50″ nord, 0° 13′ 03″ ouest |       |
| Dolmen de Kergonfalz                                               | Bignan                        | Morbihan                | Bretagne                   | classé     | « PA00091044 », notice no PA00091044 | 47° 52′ 41″ nord, 2° 47′ 40″ ouest |       |
| Menhir de Kerbiguet-Lann                                           | Gourin                        | Morbihan                | Bretagne                   | classé     | « PA00091210 », notice no PA00091210 | 48° 05′ 48″ nord, 3° 40′ 25″ ouest |       |
| Dolmens Men Cam et Men Yann                                        | Groix                         | Morbihan                | Bretagne                   | classé     | « PA00091224 », notice no PA00091224 | 47° 38′ 06″ nord, 3° 29′ 09″ ouest |       |
| Dolmen de Kervingu                                                 | Pluneret                      | Morbihan                | Bretagne                   | inscrit    | « PA00091561 », notice no PA00091561 | 47° 41′ 12″ nord, 2° 56′ 49″ ouest |       |
| Menhir du Petit Moustoir                                           | Roudouallec                   | Morbihan                | Bretagne                   | classé     | « PA00091649 », notice no PA00091649 | 48° 05′ 55″ nord, 3° 40′ 24″ ouest |       |
| Dolmen du Port-aux-Moines                                          | Saint-Gildas-de-Rhuys         | Morbihan                | Bretagne                   | classé     | « PA00091673 », notice no PA00091673 | 47° 29′ 32″ nord, 2° 50′ 04″ ouest |       |
| Menhir de Clos-et-Bé                                               | Saint-Gildas-de-Rhuys         | Morbihan                | Bretagne                   | inscrit    | « PA00091675 », notice no PA00091675 | 47° 31′ 48″ nord, 2° 50′ 45″ ouest |       |
| Menhir de Men-en-Palud                                             | Saint-Gildas-de-Rhuys         | Morbihan                | Bretagne                   | inscrit    | « PA00091677 », notice no PA00091677 | 47° 31′ 46″ nord, 2° 50′ 59″ ouest |       |
| Fuseau de Jeannette                                                | Sarzeau                       | Morbihan                | Bretagne                   | inscrit    | « PA00091733 », notice no PA00091733 | 47° 31′ 53″ nord, 2° 50′ 06″ ouest |       |
| Magasin aux vivres                                                 | Metz                          | Moselle                 | Grand Est                  | inscrit    | « PA00106861 », notice no PA00106861 | 49° 06′ 50″ nord, 6° 10′ 12″ est   |       |
| Château de Romenay                                                 | Diennes-Aubigny               | Nièvre                  | Bourgogne-Franche-Comté    | inscrit    | « PA00112877 », notice no PA00112877 | 46° 55′ 08″ nord, 3° 33′ 09″ est   |       |
| presidial de flandre (ancien Palais de Justice)                    | Bailleul                      | Nord                    | Hauts-de-France            | inscrit    | « PA00107360 », notice no PA00107360 | 50° 44′ 20″ nord, 2° 43′ 44″ est   |       |
| Jardin public du moulin de Cassel                                  | Cassel                        | Nord                    | Hauts-de-France            | inscrit    | « PA00107424 », notice no PA00107424 | 50° 48′ 06″ nord, 2° 29′ 02″ est   |       |
| Maison                                                             | Douai                         | Nord                    | Hauts-de-France            | inscrit    | « PA00107467 », notice no PA00107467 | 50° 22′ 19″ nord, 3° 04′ 13″ est   |       |
| Maisons                                                            | Lille                         | Nord                    | Hauts-de-France            | inscrit    | « PA00107699 », notice no PA00107699 | 50° 38′ 26″ nord, 3° 03′ 50″ est   |       |
| Église Saint-Humbert de Maroilles                                  | Maroilles                     | Nord                    | Hauts-de-France            | inscrit    | « PA00107742 », notice no PA00107742 | 50° 08′ 04″ nord, 3° 45′ 40″ est   |       |
| Église Saint-Martin de Noyelles-lès-Seclin                         | Noyelles-lès-Seclin           | Nord                    | Hauts-de-France            | inscrit    | « PA00107765 », notice no PA00107765 | 50° 34′ 39″ nord, 3° 00′ 58″ est   |       |
| Église Saint-Nicolas de Péronne-en-Mélantois                       | Péronne-en-Mélantois          | Nord                    | Hauts-de-France            | inscrit    | « PA00107772 », notice no PA00107772 | 50° 34′ 03″ nord, 3° 10′ 05″ est   |       |
| Tour du Guet                                                       | Pont-sur-Sambre               | Nord                    | Hauts-de-France            | inscrit    | « PA00107774 », notice no PA00107774 | 50° 13′ 17″ nord, 3° 50′ 47″ est   |       |
| Château du Loir                                                    | Sars-et-Rosières              | Nord                    | Hauts-de-France            | inscrit    | « PA00107807 », notice no PA00107807 | 50° 27′ 11″ nord, 3° 19′ 23″ est   |       |
| Château de Saint-Cyr                                               | Lavilletertre                 | Oise                    | Hauts-de-France            | inscrit    | « PA00114726 », notice no PA00114726 | 49° 10′ 47″ nord, 1° 57′ 12″ est   |       |
| Église Saint-Martin de Lierville                                   | Lierville                     | Oise                    | Hauts-de-France            | inscrit    | « PA00114730 », notice no PA00114730 | 49° 11′ 24″ nord, 1° 52′ 57″ est   |       |
| Ferme de Poneaux                                                   | Montreuil-sur-Brêche          | Oise                    | Hauts-de-France            | inscrit    | « PA00114759 », notice no PA00114759 | 49° 30′ 21″ nord, 2° 16′ 42″ est   |       |
| Hôtel Scipion                                                      | 5e arrondissement de Paris    | Paris                   | Île-de-France              | inscrit    | « PA00088437 », notice no PA00088437 | 48° 50′ 19″ nord, 2° 21′ 12″ est   |       |
| Hôtel Feydeau de Montholon                                         | 6e arrondissement de Paris    | Paris                   | Île-de-France              | classé     | « PA00088532 », notice no PA00088532 | 48° 51′ 16″ nord, 2° 20′ 32″ est   |       |
| Tour Saint-Ignace                                                  | Béthune                       | Pas-de-Calais           | Hauts-de-France            | inscrit    | « PA00108206 », notice no PA00108206 | 50° 31′ 48″ nord, 2° 38′ 29″ est   |       |
| Église Notre-Dame-de-l'Annonciation de Mazinghem                   | Mazinghem                     | Pas-de-Calais           | Hauts-de-France            | inscrit    | « PA00108344 », notice no PA00108344 | 50° 36′ 10″ nord, 2° 24′ 23″ est   |       |
| Orphelinat de Montreuil-sur-Mer                                    | Montreuil                     | Pas-de-Calais           | Hauts-de-France            | inscrit    | « PA00108360 », notice no PA00108360 | 50° 27′ 45″ nord, 1° 45′ 52″ est   |       |
| Église Saint-Martin de Servins                                     | Servins                       | Pas-de-Calais           | Hauts-de-France            | inscrit    | « PA00108432 », notice no PA00108432 | 50° 24′ 36″ nord, 2° 38′ 35″ est   |       |
| Croix de Servins                                                   | Servins                       | Pas-de-Calais           | Hauts-de-France            | classé     | « PA00108433 », notice no PA00108433 | 50° 24′ 37″ nord, 2° 38′ 34″ est   |       |
| Château du Bailli                                                  | Besse-et-Saint-Anastaise      | Puy-de-Dôme             | Auvergne-Rhône-Alpes       | inscrit    | « PA00091893 », notice no PA00091893 | 45° 30′ 46″ nord, 2° 56′ 00″ est   |       |
| Église Saint-Julien de Bongheat                                    | Bongheat                      | Puy-de-Dôme             | Auvergne-Rhône-Alpes       | inscrit    | « PA00091918 », notice no PA00091918 | 45° 43′ 37″ nord, 3° 25′ 35″ est   |       |
| Église Saint-Géraud de Dauzat-sur-Vodable                          | Dauzat-sur-Vodable            | Puy-de-Dôme             | Auvergne-Rhône-Alpes       | inscrit    | « PA00092110 », notice no PA00092110 | 45° 28′ 58″ nord, 3° 06′ 05″ est   |       |
| Église Saint-Austremoine d'Égliseneuve-d'Entraigues                | Égliseneuve-d'Entraigues      | Puy-de-Dôme             | Auvergne-Rhône-Alpes       | inscrit    | « PA00092119 », notice no PA00092119 | 45° 24′ 28″ nord, 2° 49′ 43″ est   |       |
| Église Saint-Pierre de Grandval                                    | Grandval                      | Puy-de-Dôme             | Auvergne-Rhône-Alpes       | classé     | « PA00092135 », notice no PA00092135 | 45° 35′ 55″ nord, 3° 38′ 47″ est   |       |
| Église Sainte-Couronne de Mareugheol                               | Mareugheol                    | Puy-de-Dôme             | Auvergne-Rhône-Alpes       | inscrit    | « PA00092165 », notice no PA00092165 | 45° 29′ 18″ nord, 3° 09′ 56″ est   |       |
| Église Saint-Pierre de Novacelles                                  | Novacelles                    | Puy-de-Dôme             | Auvergne-Rhône-Alpes       | classé     | « PA00092221 », notice no PA00092221 | 45° 26′ 13″ nord, 3° 39′ 00″ est   |       |
| Château d'Opme                                                     | Romagnat                      | Puy-de-Dôme             | Auvergne-Rhône-Alpes       | classé     | « PA00092329 », notice no PA00092329 | 45° 42′ 27″ nord, 3° 05′ 23″ est   |       |
| Église Saint-Pierre de Saillant                                    | Saillant                      | Puy-de-Dôme             | Auvergne-Rhône-Alpes       | inscrit    | « PA00092334 », notice no PA00092334 | 45° 27′ 24″ nord, 3° 54′ 51″ est   |       |
| Monastère de Sauxillanges                                          | Sauxillanges                  | Puy-de-Dôme             | Auvergne-Rhône-Alpes       | inscrit    | « PA00092420 », notice no PA00092420 | 45° 33′ 03″ nord, 3° 22′ 23″ est   |       |
| Manoir de l'Échenay                                                | Assé-le-Boisne                | Sarthe                  | Pays de la Loire           | inscrit    | « PA00109665 », notice no PA00109665 | 48° 19′ 18″ nord, 0° 00′ 23″ ouest |       |
| Dolmen de Torcé-en-Vallée                                          | Torcé-en-Vallée               | Sarthe                  | Pays de la Loire           | inscrit    | « PA00109977 », notice no PA00109977 | 48° 08′ 00″ nord, 0° 23′ 27″ est   |       |
| Église Saint-Martin de Tresson                                     | Tresson                       | Sarthe                  | Pays de la Loire           | inscrit    | « PA00109980 », notice no PA00109980 | 47° 54′ 13″ nord, 0° 34′ 30″ est   |       |
| Maison forte du Grand Mercoras                                     | Ruffieux                      | Savoie                  | Auvergne-Rhône-Alpes       | inscrit    | « PA00118289 », notice no PA00118289 | 45° 51′ 52″ nord, 5° 50′ 38″ est   |       |
| Vestiges gallo-romains de Châteaubleau                             | Châteaubleau                  | Seine-et-Marne          | Île-de-France              | inscrit    | « PA00086877 », notice no PA00086877 | 48° 35′ 18″ nord, 3° 06′ 42″ est   |       |
| Église Saints-Pierre-et-Paul de Choisy-en-Brie                     | Choisy-en-Brie                | Seine-et-Marne          | Île-de-France              | inscrit    | « PA00086895 », notice no PA00086895 | 48° 45′ 31″ nord, 3° 13′ 11″ est   |       |
| Hôtel d'Orléans                                                    | Fontainebleau                 | Seine-et-Marne          | Île-de-France              | inscrit    | « PA00086984 », notice no PA00086984 | 48° 24′ 23″ nord, 2° 41′ 36″ est   |       |
| Hôtel de Beauharnais                                               | Fontainebleau                 | Seine-et-Marne          | Île-de-France              | inscrit    | « PA00086979 », notice no PA00086979 | 48° 24′ 22″ nord, 2° 41′ 37″ est   |       |
| Abbaye Saint-Pierre de Lagny-sur-Marne                             | Lagny-sur-Marne               | Seine-et-Marne          | Île-de-France              | inscrit    | « PA00087043 », notice no PA00087043 | 48° 52′ 39″ nord, 2° 42′ 20″ est   |       |
| Fontaine de Mauperthuis                                            | Mauperthuis                   | Seine-et-Marne          | Île-de-France              | inscrit    | « PA00087085 », notice no PA00087085 | 48° 46′ 02″ nord, 3° 02′ 14″ est   |       |
| Église Sainte-Marie-Madeleine de Pécy                              | Pécy                          | Seine-et-Marne          | Île-de-France              | inscrit    | « PA00087192 », notice no PA00087192 | 48° 39′ 19″ nord, 3° 04′ 45″ est   |       |
| Église Notre-Dame de Bois-Héroult                                  | Bois-Héroult                  | Seine-Maritime          | Normandie                  | inscrit    | « PA00100565 », notice no PA00100565 | 49° 33′ 52″ nord, 1° 24′ 29″ est   |       |
| Château de Longueville-sur-Scie                                    | Longueville-sur-Scie          | Seine-Maritime          | Normandie                  | classé     | « PA00100742 », notice no PA00100742 | 49° 47′ 35″ nord, 1° 06′ 46″ est   |       |
| Église Saint-Acheul                                                | Amiens                        | Somme                   | Hauts-de-France            | inscrit    | « PA00116051 », notice no PA00116051 | 49° 53′ 00″ nord, 2° 19′ 28″ est   |       |
| Château de Courcelles-sous-Moyencourt                              | Courcelles-sous-Moyencourt    | Somme                   | Hauts-de-France            | classé     | « PA00116126 », notice no PA00116126 | 49° 48′ 49″ nord, 2° 02′ 31″ est   |       |
| Abbaye du Gard                                                     | Crouy-Saint-Pierre            | Somme                   | Hauts-de-France            | inscrit    | « PA00116128 », notice no PA00116128 | 49° 57′ 49″ nord, 2° 06′ 12″ est   |       |
| Église Saint-Jacques d'Essertaux                                   | Essertaux                     | Somme                   | Hauts-de-France            | inscrit    | « PA00116146 », notice no PA00116146 | 49° 44′ 25″ nord, 2° 14′ 29″ est   |       |
| Église Saint-Martin de Louvrechy                                   | Louvrechy                     | Somme                   | Hauts-de-France            | inscrit    | « PA00116192 », notice no PA00116192 | 49° 44′ 00″ nord, 2° 23′ 41″ est   |       |
| Château du Broutel                                                 | Rue                           | Somme                   | Hauts-de-France            | inscrit    | « PA00116235 », notice no PA00116235 | 50° 15′ 54″ nord, 1° 40′ 39″ est   |       |
| Église Saint-Martin de Vitz-sur-Authie                             | Vitz-sur-Authie               | Somme                   | Hauts-de-France            | inscrit    | « PA00116268 », notice no PA00116268 | 50° 15′ 04″ nord, 2° 03′ 44″ est   |       |
| Église Saint-Apré de Warlus                                        | Warlus                        | Somme                   | Hauts-de-France            | classé     | « PA00116269 », notice no PA00116269 | 49° 55′ 28″ nord, 1° 56′ 40″ est   |       |
| Croix de cimetière d'Épiais-lès-Louvres                            | Épiais-lès-Louvres            | Val-d'Oise              | Île-de-France              | classé     | « PA00080052 », notice no PA00080052 | 49° 01′ 55″ nord, 2° 33′ 29″ est   |       |
| Croix hosannière d'Épiais-lès-Louvres                              | Épiais-lès-Louvres            | Val-d'Oise              | Île-de-France              | classé     | « PA00080051 », notice no PA00080051 | 49° 01′ 55″ nord, 2° 33′ 23″ est   |       |
| Église Saint-Germain-d'Auxerre de Noisy-sur-Oise                   | Noisy-sur-Oise                | Val-d'Oise              | Île-de-France              | inscrit    | « PA00080145 », notice no PA00080145 | 49° 08′ 20″ nord, 2° 19′ 44″ est   |       |
| Allée couverte du cimetière aux Anglais                            | Vauréal                       | Val-d'Oise              | Île-de-France              | classé     | « PA00080221 », notice no PA00080221 | 49° 01′ 51″ nord, 2° 01′ 45″ est   |       |
| Église Notre-Dame-de-la-Nativité de Villaines-sous-Bois            | Villaines-sous-Bois           | Val-d'Oise              | Île-de-France              | inscrit    | « PA00080230 », notice no PA00080230 | 49° 04′ 35″ nord, 2° 21′ 28″ est   |       |
| Hôtel particulier                                                  | Vitry-sur-Seine               | Val-de-Marne            | Île-de-France              | inscrit    | « PA00079922 », notice no PA00079922 | 48° 47′ 23″ nord, 2° 23′ 18″ est   |       |
| Menhirs de Veyssières                                              | Draguignan                    | Var                     | Provence-Alpes-Côte d'Azur | classé     | « PA00081590 », notice no PA00081590 | 43° 32′ 21″ nord, 6° 27′ 50″ est   |       |
| Blocs de marbre antiques constituant un portique                   | Fréjus                        | Var                     | Provence-Alpes-Côte d'Azur | inscrit    | « PA00081605 », notice no PA00081605 | 43° 26′ 05″ nord, 6° 43′ 34″ est   |       |
| Couvent royal de Saint-Maximin-la-Sainte-Baume                     | Saint-Maximin-la-Sainte-Baume | Var                     | Provence-Alpes-Côte d'Azur | classé     | « PA00081709 », notice no PA00081709 | 43° 27′ 12″ nord, 5° 51′ 50″ est   |       |
| Oppidum du Castellas                                               | Solliès-Pont                  | Var                     | Provence-Alpes-Côte d'Azur | classé     | « PA00081742 », notice no PA00081742 | 43° 13′ 00″ nord, 6° 02′ 01″ est   |       |
| Hôpital-hospice de L'Isle-sur-la-Sorgue                            | L'Isle-sur-la-Sorgue          | Vaucluse                | Provence-Alpes-Côte d'Azur | classé     | « PA00082050 », notice no PA00082050 | 43° 55′ 13″ nord, 5° 02′ 55″ est   |       |
| Minche du Diable                                                   | Vairé                         | Vendée                  | Pays de la Loire           | inscrit    | « PA00110283 », notice no PA00110283 | 46° 36′ 06″ nord, 1° 46′ 06″ ouest |       |
| Château d'Étables                                                  | Charrais                      | Vienne                  | Nouvelle-Aquitaine         | inscrit    | « PA00105381 », notice no PA00105381 | 46° 42′ 27″ nord, 0° 13′ 14″ est   |       |
| Logis de La Briauderie                                             | Gençay                        | Vienne                  | Nouvelle-Aquitaine         | inscrit    | « PA00105460 », notice no PA00105460 | 46° 22′ 25″ nord, 0° 24′ 07″ est   |       |
| Château de la Réauté                                               | Ligugé                        | Vienne                  | Nouvelle-Aquitaine         | inscrit    | « PA00105496 », notice no PA00105496 | 46° 30′ 54″ nord, 0° 19′ 47″ est   |       |
| Château de Mondion                                                 | Mondion                       | Vienne                  | Nouvelle-Aquitaine         | inscrit    | « PA00105543 », notice no PA00105543 | 46° 56′ 22″ nord, 0° 29′ 07″ est   |       |
| Château de la Bâtie                                                | Mouterre-Silly                | Vienne                  | Nouvelle-Aquitaine         | inscrit    | « PA00105557 », notice no PA00105557 | 46° 59′ 49″ nord, 0° 03′ 07″ est   |       |
| Chapelle Sainte-Sulpice des Ormes                                  | Les Ormes                     | Vienne                  | Nouvelle-Aquitaine         | inscrit    | « PA00105571 », notice no PA00105571 | 46° 56′ 39″ nord, 0° 37′ 53″ est   |       |
| Immeuble                                                           | Poitiers                      | Vienne                  | Nouvelle-Aquitaine         | inscrit    | « PA00105621 », notice no PA00105621 | 46° 34′ 49″ nord, 0° 20′ 41″ est   |       |
| Immeuble                                                           | Poitiers                      | Vienne                  | Nouvelle-Aquitaine         | inscrit    | « PA00105622 », notice no PA00105622 | 46° 34′ 49″ nord, 0° 20′ 40″ est   |       |
| Église Saint-Germain                                               | Poitiers                      | Vienne                  | Nouvelle-Aquitaine         | inscrit    | « PA00105597 », notice no PA00105597 | 46° 35′ 13″ nord, 0° 20′ 37″ est   |       |
| Château de la Grande Jaille                                        | Sammarçolles                  | Vienne                  | Nouvelle-Aquitaine         | inscrit    | « PA00105715 », notice no PA00105715 | 47° 01′ 53″ nord, 0° 09′ 01″ est   |       |
| Menhir de Roumaud                                                  | Vouillé                       | Vienne                  | Nouvelle-Aquitaine         | classé     | « PA00105782 », notice no PA00105782 | 46° 38′ 22″ nord, 0° 08′ 47″ est   |       |
| Site archéologique                                                 | Étival-Clairefontaine         | Vosges                  | Grand Est                  | classé     | « PA00107165 », notice no PA00107165 | 48° 22′ 34″ nord, 6° 51′ 48″ est   |       |
| Église Saint-Germain d'Irancy                                      | Irancy                        | Yonne                   | Bourgogne-Franche-Comté    | classé     | « PA00113696 », notice no PA00113696 | 47° 42′ 51″ nord, 3° 40′ 00″ est   |       |
| Colonnes de Nuits                                                  | Nuits                         | Yonne                   | Bourgogne-Franche-Comté    | inscrit    | « PA00113769 », notice no PA00113769 | 47° 43′ 46″ nord, 4° 12′ 55″ est   |       |
| Porte fortifiée de Nuits                                           | Nuits                         | Yonne                   | Bourgogne-Franche-Comté    | inscrit    | « PA00113770 », notice no PA00113770 | 47° 43′ 46″ nord, 4° 12′ 54″ est   |       |
| Église Saint-Germain de Goupillières                               | Goupillières                  | Yvelines                | Île-de-France              | inscrit    | « PA00087445 », notice no PA00087445 | 48° 52′ 42″ nord, 1° 45′ 35″ est   |       |
| Croix de cimetière de Milon-la-Chapelle                            | Milon-la-Chapelle             | Yvelines                | Île-de-France              | classé     | « PA00087544 », notice no PA00087544 | 48° 43′ 42″ nord, 2° 02′ 59″ est   |       |
| Ferme de Gauvilliers                                               | Orsonville                    | Yvelines                | Île-de-France              | inscrit    | « PA00087561 », notice no PA00087561 | 48° 29′ 20″ nord, 1° 50′ 01″ est   |       |
| Lycée Hoche                                                        | Versailles                    | Yvelines                | Île-de-France              | inscrit    | « PA00087671 », notice no PA00087671 | 48° 48′ 25″ nord, 2° 08′ 14″ est   |       |